# Alcea rechingeri
Alcea rechingeri là một loài thực vật có hoa trong họ Cẩm quỳ. Loài này được (Zohary) Riedl mô tả khoa học đầu tiên năm 1976.